# Arezzo
Arezzo je mesto in občina v osrednji Italiji, glavno mesto pokrajine z istim imenom, ki se nahaja v Toskani. Arezzo leži okoli 80 kilometrov jugovzhodno od Firenc, na nadmorski višini 296 m. V letu 2020 je imelo mesto približno 100.000 prebivalcev.

## Geografija
Arezzo leži na strmem hribu nad poplavno ravnico reke Arno. V zgornjem delu mesta so stolnica, mestna hiša in Medičejska trdnjava (Fortezza Medicea), od katere se glavna ulica odcepi proti spodnjemu delu naselja. Zgornji del mesta je ohranil srednjeveški videz kljub dodatkom kasnejših zgradb.
Za podnebje so značilne relativno visoke temperature in enakomerno razporejene padavine. Po Köppen Climate Classification spada med vlažno subtropsko podnebje.

## Zgodovina
Arezzo je bil ena izmed Capitae Etruriae (etruščanska prestolnica) imenovana Aritim. Etruščanske ostanke so našli na Akropola San Cornelio, hribčku blizu mesta San Donata, ki je bilo naseljeno in utrjeno v etruščanskem obdobju. Našli so tudi druge etruščanske ostanke: dele obzidja, etruščansko nekropolo v Poggio del Sole in najslavnejša, dva bronasta kipa, »Himera iz Arezza« (5. stoletje pred našim štetjem) in »Minerva« (4. stoletje pred našim štetjem), ki sta bila odkrita v 16. stoletju in odpeljana v Firence. Povečanje trgovinskih povezav z Grčijo je prineslo v mesto tudi nekaj prvovrstnega blaga: na primer krater (velik vrč za vino ali vodo), ki ga je poslikal Euphronios okoli leta 510 pred našim štetjem s prizori iz bitke proti Amazonkam (nahaja se v Museo Civico v Arezzu).
Leta 311 pred našim štetjem so mesto osvojili Rimljani, Arretium je postal vojaška postojanka na poti preko Cassia, širitve Rima v porečje reke Pad. Arretium z Mariusom na čelu, je v rimski državljanski vojni in zmago Sulla, postal kolonija v na pol porušenem mestu, kot Arretium Fidens (Zvest Arretiumu). Stara etruščanska aristokracija ni bila uničena: Gaius Cilnius Maecenas, katerega ime mecen je postalo eponim za »podpornika umetnosti«, je plemenite etruščanske Aretine zaščitil. Mesto se je še naprej razvijalo kot Arretium Vetus (Stari Arretium), in postalo tretje največje mesto v Italiji v obdobju cesarja Avgusta (23. september 63 pr. n. št.–19. avgust 14 n. št.), ki je bilo znano predvsem po svojih imenitnih lončarskih proizvodih, značilno oblikovanih in emajliranih izdelkih bukero - posoda iz temne gline in rdeče pobarvane vaze (tako imenovane »koralne« vaze).
Okoli leta 260–261 mestni svet Arezza vzame za svojega zaščitnika L. Petronius Taurus Volusianus.
V 3. do 4. stoletju je Arezzo postal sedež škofije. Je eno redkih mest, katerih zapuščina škofov je znana po imenih brez prekinitve do danes. Rimsko mesto je bilo porušeno, delno med gotskimi vojnami in vdorom Langobardov, delno razstavljeno, saj so kamen ponovno uporabili za gradnjo utrdb. Do sanes je ostal samo amfiteater.
Srednjeveška komuna Arezzo se je otresla nadzora svojega škofa leta 1098 in postala neodvisna mestna državica - status obdrži do leta 1384. Leta 1252 je mesto ustanovilo svojo univerzo, Studium. Po porazu v bitki pri Campaldinu leta 1289), ko je umrl škof Guglielmino Ubertini, je moč Gibelinov v Arezzu začela upadati, razen v kratkem obdobju vladavine družine Tarlati, glavni med njimi je bil Guido Tarlati, ki je postal škof leta 1312 in vzdrževal dobre odnose s stranko Gibelinov. Tarlatiji so iskali podporo v zavezništvu z Forlì in njihovim vladarjem Ordelaffijem, a niso uspeli. Arezzo je popustil florentinski dominaciji leta 1384, njegova samostojna zgodovina je bila zaključena, pripadel je Firencam in Velikemu vojvodstvu Medičejcev v Toskani. V tem obdobju je v cerkvi San Francesco di Arezzo delal Piero della Francesca, ki je naslikal imenitne freske, ki so bile pred kratkim obnovljene in so v Arezzu najbolj znano delo. Zatem je mesto začelo ekonomsko in kulturno propadati.
V 18. stoletju so bila izsušena bližnja močvirja v Val di Chiana, južno od Arezza in regija se je znebila malarije. Ob koncu stoletja so Arezzo osvojile francoske čete Napoleona Bonaparta. V mestu se je kmalu razvilo odporniško gibanje »Viva Maria« in mesto osvobodilo. Leta 1860 je Arezzo postal del Kraljevine Italije.
Med drugo svetovno vojno je mesto utrpelo hude poškodbe.
Papež Benedikt XVI. je obiskal Arezzo na nedeljo 13. maja 2012.

## Znamenitosti

### Piazza Grande
Piazza Grande je najzanimivejši in obenem osrednji srednjeveški trg v mestu. Nastal je v 13. stoletju za romansko cerkvijo Santa Maria della Pieve na nagnjeni ploščadi iz rdeče opeke z apnenčastimi geometrijskimi linijami. Okoli trga se vrstijo zanimive arhitekture:
- Palača Fraternita dei Laici – 14.–15. stoletje, z gotskim pritličjem in renesančnim zgornjim nadstropjem (Bernardo Rossellino);
- Loggia - stavba leži vzdolž severne stranice trga, njeno manieristično pročelje je oblikoval Giorgio Vasari;
- Škofovska palača, sedež škofov, obnovljena sredi 13. stoletja. V notranjosti so freske več slikarjev (Salvi Castellucci, Teofilo Torri in Pietro Benvenuti). Pred palačo je spomenik vojvode Ferdinanda I. de' Medici (1595), ki ga je izdelal Pietro Francavilla po načrtu Giambologne;
- Palazzo Cofani-Brizzolari, s stolpom Torre Faggiolana;
- Ostanki srednjeveške mestne hiše in Palazzo del Popolo.

### Cerkve
- Romanska cerkev Santa Maria della Pieve - njena najbolj presenetljiva značilnost je masivni, kvadratni zvonik z dvojnimi okni. Cerkev je bila zgrajena v 12. stoletju na mestu starokrščanske zgradbe in obnovljena stoletje kasneje z dodatkom značilne fasade izdelane kot loža z majhnimi loki, okrašena s stiliziranimi stebriči. Prav tako je iz istega stoletja luneta nad glavnim portalom z Devico Marijo med dvema angeloma in kipov mesecev (1216). Notranjost je triladijska, s prečno ladjo dodano v 13. stoletju. V naslednjih stoletjih do bile dodane kapele, niše in freske, tudi poliptih Device Marije z detetom in svetniki Pietra Lorenzettija (1320). V kripti je relikt doprsni kip svetega Donata (1346). Iz iste dobe je šesterokotni krstni kamen s ploščami iz Zgodbe svetega Janeza Krstnika, avtor Giovanni d' Agostino. Cerkev je ponovno obnovil Giorgio Vasari leta 1560;
- Gotska stolnica Svetega Donata - (13. - zgodnje 16. stoletje, zvonik dodan v 16. stoletju). Fasada je ostala nedokončana, dodali so jo v 20. stoletju. Notranjost je triladijska, delijo jo masivni pilastri. Levo od oltarja je freska Piero della Francesca, podoba Marije Magdalene. Omembe vredni so tudi srednjeveški vitraji, Tarlatijeva kapela (1334) in gotski nagrobnik papeža Gregorja X.
- Bazilika sv. Frančiška - (13. do 14. stoletje) v toskansko-gotskem slogu. Fasada je nedokončana, le delno je obložena z rezanim kamnom, ima gotska okna s krogovičjem. Notranjost je enoladijska z odprtim ostrešjem. Glavna atrakcija je serija fresk Legenda Pravega križa (1452-1466), cikel, ki ga je Piero della Francesca naslikal v Baccijevi kapeli. Razpelo v oltarju je iz Giottove delavnice. Pod cerkvijo je še triladijska bazilika (bazilika inferiore), ki se danes uporablja za likovne razstave.
- Bazilika San Domenico (začetek gradnje 1275 - zaključek v začetku 14. stoletja). Notranjost je enoladijska s Križanim - Cimabue, mojstrovina iz 13. stoletja. Druga umetniška dela Sveti Filip in Jakob mlajš in Katarina, avtor Spinello Aretino in druge dekoracije slikarstva in kiparstva 14. stoletja.
- Cerkev San Michele, z moderno fasado. Sledove prvotne romanske zgradbe in gotske obnove je mogoče videti v notranjosti.
- Santa Maria in Gradi je srednjeveška cerkev iz 11. ali 12. stoletja, prezidana v 16. stoletju, arhitekt Bartolomeo Ammannati. Notranjost je enoladijska s kamnitim oltarjem (17. stoletje) in Madonna Misericordia, v terakoti avtorja Andrea della Robbia.
- Cerkev St. Augustine, zgrajena leta 1257, spremenjena v poznem 15. in v poznem 18. stoletju. Fasada in notranja oprema so večinoma iz baroka. Kvadratni zvonik je iz 15. stoletja.
- Badia di SS. Flora e Lucilla - zgradili so jo benediktinski menihi v 12. stoletju in je bila popolnoma obnovljena v 16. stoletju pod vodstvom Giorgia Vasarija. Osmerokotni zvonik je iz leta 1650. Notranjost je v manierističnem slogu, ima iluzionistično platno, ki prikazuje obrnjeno cerkev Andrea Pozza (1702). Tukaj je tudi freska Svetega Lovrenca, Bartolomeo della Gatta (1476) in Križani Segna di Buonaventura (1319).
- San Lorenzo, ena izmed najstarejših v mestu, ki je bila zgrajena pred letom 1000, najverjetneje v starokrščanskih časih. Prezidana je bila v 13. stoletju, prvič obnovljena leta 1538, popolnoma obnovljena pa leta 1705. Zunanjost apside je v romanskem slogu.
- Santa Maria delle Grazie, pozno gotsko svetišče z renesančnim portalom, ki ga je izdelal Benedetto da Maiano (1490). Ima tudi marmorni oltar Andrea della Robbie in fresko Parri di Spinella (1428-1431). Svetišče je bilo zgrajeno v obliki posvečeni Apolonu, ki je bilo uničeno leta 1428 z gradnjo oratorija na istem mestu. Cerkev je bila zgrajena med letoma 1435-1444 in ima kapelo posvečeno sv. Bernardu.
- Santa Maria a Gradi (1591), samostan je obstajal že leta 1043. Ima baročno notranjost, z oltarjem delavnice Andrea della Robbie.
- Cerkev Santissima Trinità - zgrajena leta 1348, obnovljena med letoma 1723-1748 v baročnem slogu. V njej so Križani iz 14. stoletja, poslikave Giorgia Vasarija iz leta 1572, slika Noli me tangere Alessandra Allorija (1584) in druge umetnine.
- Santa Maria Maddalena, zgrajena v letu 1561, v zgradbi izpred 14. stoletja. V njej je bila Marija z otrokom Spinella Aretina v oltarjem (okoli leta 1525). Zdaj je v zasebni lasti.
- in druge.

### Drugo
- Rimski amfiteater in muzej.
- Palazzo dei Priori zgrajena leta 1333, je bila sedež magistrature v mestu vse do danes. Stavba je bila večkrat obnovljena in restavrirana, notranjost ima sodišče iz 16. stoletja, kamnit kip je portret Marije z detetom (1339), freske, doprsna kipa slavnih Aretincev, dve sliki Giorgia Vasarija. Kvadratni stolp je iz 1337.
- Trdnjava Medici (Fortezza Medicea), ki jo je zasnoval Antonio da Sangallo mlajši in je bila zgrajena v letih 1538-1560. Deloma pa je bila uničena od Francozov v začetku 19. stoletja.
- Palazzo Camaiani - Albergotti (14. stoletje, obnovljena v 16. stoletju), s stolpom Torre della Bigazza.
- Palazzo Bruni - Ciocchi, renesančna stavba pripisana Bernardu Rossellinu. Je sedež državnega muzeja srednjeveške in moderne umetnosti.
- Palazzo Pretorio, ki je bil sedež kapetana do leta 1290. Fasada je delo oblastnikov od 14. do 18. stoletja.
- Petrarcova hiša (Casa del Petrarca).
- Casa Vasari (v Via XX Settembre) je starejša hiša obnovljena leta 1547, v njej so Vasarijeve freske, zdaj odprta kot muzej. Vsebuje tudi arhive iz 16. stoletja. Glavni sobe so opremljene na Vasarijev iluzionistični način. V eni sobi je Vasari izjemna poslikava - življenjska pot umetnika, z umetniškimi vrlinami, ki ga ščitijo antični bogovi.

## Festivali
V Arezzu je mednarodni letni festival zborovskega petja Concorso d' Arezzo Polifónico Guido.
V Arezzu je letni srednjeveški festival, imenovan Giostra del Saracino. Nastopajo vitezi na konju, ki predstavljajo različna področja mesta, streljajo na leseno tarčo pritrjeno na kip Saracenskega kralja in tekmujejo v natančnosti. Meščani se oblečejo v srednjeveške kostume in navdušeno navijajo.
Od leta 1986-2006 je bil v Arezzu letni festival popularne glasbe in kulture, imenovan Arezzo Wave.

## Slavni Arezzani
- Guido iz Arezza (it. Guido d' Arezzo), najbolj znan glasbeni teoretik srednjega veka in izumitelj moderne glasbene notacije je bil rojen v Arezzu okoli leta 991.
- Bartolomeo di ser Gorello, avtor prve mestne kronike Arezzo.
- Gaj Kilnij Mecen  (lat. Gaius Cilnius Maecenas), politik, pesnik, diplomat, prijatelj in politični svetovalec Gaja Avgusta Oktavijana, podpornik umetnosti
- Piero della Francesca, slikar, je bil rojen v pokrajini Arezzo in je večino svojega življenja preživel v mestu.
- Francesco Petrarca, pesnik.
- Pietro Aretino, pisatelj, dramatik, pesnik in satirik, ki je imel izjemen vpliv na področju sodobne umetnosti in v politiki in izumil sodobno opismenjeno pornografijo.
- Giorgio Vasari (1511–1574), slikar, arhitekt in biograf (napisal je knjigo Življenja najbolj slavnih slikarjev, kiparjev in arhitektov).
- Francesco Redi, zdravnik iz 17. stoletja.
- Poggio Bracciolini in Michelangelo so bili rojeni v bližini mesta.
- Luc Ferrari, avantgardni skladatelj.
- Roberto Benigni, dobitnik oskarja, igralec / režiser (film La vita e bella).
- Darren Criss, igralec, pevec, pisec besedil, študiral v tujini na Univerzi v Michiganu.

V bližini v kraju Caprese se je rodil Michelangelo Buonarroti.

## Pobratena mesta
Arezzo je pobraten s:
| - Bedford, Združeno kraljestvo - Montenars, Italija, od 1977 - Saint-Priest, Francija, od 1981 - Eger, Madžarska, od 1989 | - Jaén, Španija od 2006 - Norman, ZDA, od 2009 - Oświęcim, Poljska, od 2009 - Mount Pleasant, ZDA, od 27. nov. 2010 |